# Індійський мур
Індійський мур, також відомий як Азійський Берлінський мур, — оборонні споруди довжиною 550 км, що зведені Індією уздовж 740-кілометрової Лінії контролю — демаркаційна лінія між Індією і Пакистаном, проведена скрізь колишнє князівство Джамму та Кашмір — невизнаний юридично, але фактично кордон.

## Призначення
Індія заявляє, що загородження зведені виключно з метою перешкоджання проникненню терористів і провезення зброї на територію Штату. Індійські військовики заявляють, що паркан на 80 % скоротив кількість нападів бойовиків в регіоні.
Пакистан вважає будівництво паркану порушенням угод про Лінію контролю.
Європейський союз підтримав позицію Індії, називаючи мур «покращенням технічного забезпечення контролю проникнення терористів». Також ЄС вважає, що мур був збудований відповідно до Симлської конвенції (англ. Simla Agreement or Shimla Agreement) 1972 року.

## Облаштування
Паркан складається з концентричних рядів колючого дроту заввишки 2,4-3,7 метрів. До дроту підведений електричний струм, встановлені датчики руху, камери нічного бачення, тепловізори, системи освітлення і сигналізації, інше обладнання.

## Будівництво
Будівництво почалося в 1990 році і незважаючи на протести Пакистану тривало до 2003 року. Після перерви в 2003 році будівництво відновилося і було закінчено в 2004 році